# Frank Uekötter
Frank Uekötter (* 15. Juli 1970 in Münster) ist ein deutscher Umwelt-, Technik-, Wissenschafts- und Landwirtschaftshistoriker.

## Leben
Frank Uekötter legte 1990 am Gymnasium Laurentianum in Warendorf sein Abitur ab und studierte von 1990 bis 1997 Geschichte, Sozialwissenschaften und Politikwissenschaften an den Universitäten in Freiburg im Breisgau, Bielefeld und an der Johns Hopkins-Universität in Baltimore. Die Promotion an der Universität Bielefeld erfolgte 2001. Seine Dissertation trug den Titel Von der Rauchplage zur ökologischen Revolution. Eine Geschichte der Luftverschmutzung in Deutschland und den USA 1880–1970. Er erhielt dafür den Dissertationspreis der Fakultät für Geschichtswissenschaft und Philosophie im Jahr 2002. Als wissenschaftlicher Angestellter arbeitete er von 2003 bis 2006 an der Fakultät für Geschichtswissenschaft der Universität Bielefeld, wo er ein Forschungsprojekt zum Schwerpunktprogramm  „Wissenschaft, Politik und Gesellschaft. Deutschland im internationalen Zusammenhang im späten 19. und 20. Jahrhundert“ der Deutschen Forschungsgemeinschaft leitete.
Ab 2006 war Uekötter Dilthey-Fellow am Deutschen Museum in München. 2009 habilitierte er sich in Bielefeld mit einer Studie unter dem Titel Die Wahrheit ist auf dem Feld. Eine Wissensgeschichte der deutschen Landwirtschaft. Von 2008 bis 2011 war Uekötter Deputy Director des Rachel Carson Center for Environment and Society der Universität München und danach LMU-Fellow. Im Wintersemester 2009/10 und im Sommersemester 2012 hatte Uekötter Vertretungsprofessuren an der LMU München inne.
Ab 2013 lehrte er an der Birmingham University.
Seit dem 1. Juni 2023 leitet er den Lehrstuhl für Technik- und Umweltgeschichte an der Fakultät für Geschichtswissenschaften der Ruhr-Universität Bochum.
Der Europäische Forschungsrat fördert Uekötters Projekt „The Making of Monoculture: A Global History“, zur Geschichte landwirtschaftlicher Monokulturen, mit über 2 Millionen Euro aus einem  ERC Advanced Grant.

## Publikationen (Auswahl)
- Von der Rauchplage zur ökologischen Revolution. Eine Geschichte der Luftverschmutzung in Deutschland und den USA 1880–1970, Klartext Verlag, Essen 2003.
- mit Joachim Radkau (Hrsg.): Naturschutz und Nationalsozialismus. Mit einem Vorwort von Jürgen Trittin. Campus, Frankfurt / New York 2003, ISBN 3-593-37354-8.
- The Green and the Brown. A History of Conservation in Nazi Germany, Cambridge University Press, Cambridge und New York 2006.
- Did They Know What They Were Doing? An Argument for a Knowledge-Based Approach to the Environmental History of Twentieth-Century Agriculture. In: Bulletin of the German Historical Institute. Supplement 3. Jahrgang, 2006, S. 145–166 (englisch, ghi-dc.org).
- Umweltgeschichte im 19. und 20. Jahrhundert (= Enzyklopädie Deutscher Geschichte, Bd. 81), R. Oldenbourg Verlag, München 2007.
- Die Wahrheit ist auf dem Feld. Eine Wissensgeschichte der deutschen Landwirtschaft (= Umwelt und Gesellschaft, Bd. 1), Vandenhoeck und Ruprecht, Göttingen 2010.
- Am Ende der Gewissheiten. Die ökologische Frage im 21. Jahrhundert, Campus, Frankfurt am Main und New York 2011.
- Deutschland in Grün. Eine zwiespältige Erfolgsgeschichte, Vandenhoeck und Ruprecht, Göttingen 2015.
- Der Deutsche Kanal. Eine Mythologie der alten Bundesrepublik, Franz Steiner Verlag, Stuttgart 2020, ISBN 978-3-515-12603-8.
- Im Strudel. Eine Umweltgeschichte der modernen Welt, Campus, Frankfurt am Main und New York 2020, ISBN 978-3-593-51315-7 (2021 Lizenzausgabe bei der Bundeszentrale für politische Bildung, Bonn, Schriftenreihe, Bd. 10684).
- Umweltgeschichte in Umbruchszeiten. Von der Entgrenzung eines Forschungsfeldes, in: Geschichte für heute 14 (2021), Heft 1, S. 7–22.
- Atomare Demokratie. Eine Geschichte der Kernenergie in Deutschland, Franz Steiner Verlag, Stuttgart 2022, ISBN 978-3-515-13257-2.